# Zieke House
Zieke House is een eenmalige muziekformatie uit 1995 met de stemmen van Boet Schouwink en Jeroen Smits, die het jaar daarvoor het televisieprogramma Moppentoppers won en vanaf 1996 belspelpresentator werd.
Zieke House werd gevormd als onderdeel van een campagne van SIRE om te waarschuwen voor de risico's van vuurwerk. Naar aanleiding daarvan bracht Zieke House de in Haags dialect gezongen housesingle Kek nâh, dâh leg mu klâh ('kijk nou, daar ligt mijn klauw') uit. Het nummer bereikte de 20e plaats in de Nederlandse Top 40 en de 25e plaats in de Dutch Single Top 100. 